# Rivergrove
Rivergrove é uma cidade localizada no estado norte-americano de Oregon, no Condado de Clackamas e Condado de Washington.

## Demografia
Segundo o censo norte-americano de 2000, a sua população era de 324 habitantes.
Em 2006, foi estimada uma população de 336, um aumento de 12 (3.7%).

## Geografia
De acordo com o United States Census Bureau tem uma área de
0,5 km², dos quais 0,5 km² cobertos por terra e 0,0 km² cobertos por água.

## Localidades na vizinhança
O diagrama seguinte representa as localidades num raio de 8 km ao redor de Rivergrove.